# Lipińskie (powiat piski)
Lipińskie – wieś w Polsce położona w województwie warmińsko-mazurskim, w powiecie piskim, w gminie Biała Piska. W latach 1975–1998 miejscowość należała administracyjnie do województwa suwalskiego.
Wieś powstała w ramach kolonizacji Wielkiej Puszczy. Wcześniej był to obszar Galindii. Wieś ziemiańska, dobra służebne w posiadaniu drobnego rycerstwa (tak zwani wolni), z obowiązkiem służby rycerskiej (zbrojnej). W XV i XVI w. wieś wymieniana w dokumentach pod nazwą Lipientzken, Liepiensker, Lipienβky.
Wieś wzmiankowana już w 1452 r., lokowana przez komtura Zygfryda Flacha von Schwartzburga w 1471 r., na 16 łanach na prawie magdeburskim, z obowiązkiem jednej służby zbrojnej. Przywilej otrzymał Maciej i Marcin Lipińscy. Wieś należała do parafii w Drygałach.
Zobacz też: Lipińskie, Lipińskie Małe, Karpin (powiat piski)